# 宋史
『宋史』（そうし）は、中国の元代に編纂された正史（二十四史）の一つ。宋（北宋・南宋）を扱った紀伝体の史書である。至正5年（1345年）に完成。元の中書右丞相であったトクト（託克託・脱脱）が編纂した。16本紀47巻・15志162巻・2表32巻・197列伝255巻の計496巻。正史の中で最も膨大である。

## 特徴と批判
『宋史』は他の正史と比較して、きわめて巻数が多く詳しいことが特徴である。北宋・南宋併せておよそ三百有余年であるが、ほぼ同年数存続した唐の正史（『旧唐書』200巻・『新唐書』225巻）に比べるとほぼ倍の巻数を有する。しかしその反面体裁に不備が多く、後世の史家たちの厳しい批判を受けざるを得なかった。これは以下の理由による。
1. まず元朝をどの王朝の後継王朝と考えるかで問題となった。元は南宋を滅ぼして北宋以来久しぶりに中国全土を支配した王朝であり、その後継王朝であるという考えが強かった。だが、元朝初期から仕える官僚には、北方王朝である遼・金に仕えた者の子孫が多く、自己の先祖の正統性を主張して『遼史』・『金史』を正史として編纂すべきだと言う意見や、『北史』・『南史』のようにどちらを正統とするかの結論は出さずに2種類の正史を編纂すべきだという意見もあり、更にモンゴル人高官の中には、そもそも被征服民族である漢民族の手法に則った正史の編纂そのものが不要であるとする考えもあった。元朝成立以来たびたび『宋史』編纂計画が立てられながらも、この段階においての意見調整の失敗で挫折してしまうことが多かった。
2. トクト（脱脱）は高官であったから名前を出しただけで実際の編纂の指揮を執ったのは欧陽玄であるが、その編纂期間はわずか3年にすぎず、かつ『遼史』・『金史』と同時並行で編纂が行われたために、史料の取捨選択や編纂者同士の摺り合わせが不十分となった。このため、同一の内容を取り上げているにもかかわらず、記述が相互に一致しないなどの問題点が指摘されている。
3. 宋代は史料が格段に増えた。まず史学の発展に伴って史館・国史院が創設され、日々の出来事が詳しく記録されるようになった。次に、個人の伝記や碑文・墓誌・行状といったものが多く作られるようになり、印刷術の普及もあって豊富な史料を前にして元代の史家は持て余した観がある。

### 『宋史』の基となったと考えられる主な勅撰史料
- 『両朝国史』（前期）…王旦らによって書かれた太祖・太宗2代の歴史書、120巻。更に呂夷簡・王曽らによって真宗期が追加されて、『宋三朝国史』（150巻、紀10巻・志60巻・列伝80巻）に再構成された。
- 『両朝国史』（後期）…王珪らによって書かれた仁宗・英宗2代の歴史書、120巻。
- 『神宗正史』…鄧洵武らによって書かれた仁宗1代の歴史書、120巻。
- 『哲宗正史』…王孝廸らによって書かれた哲宗1代の歴史書、210巻。
- 『宋四朝国史』…李燾・洪邁らによって書かれた仁宗・哲宗・徽宗・欽宗4代の歴史書、350巻。

この他に太祖から理宗まで15代の『実録』と度宗1代を扱った史料集『度宗時政記』があり、これに他の歴史資料を組み合わせて編纂されたと考えられている。

## 後世の史家による批判
後世史家の『宋史』への批判は、単に体裁の不備にのみ寄せられたのではなく、イデオロギー的側面もあったことは念頭に置く必要がある。すなわち宋代以降、 朱子学的正統論が喧しくなるが、それは『遼史』・『金史』・『宋史』編纂方針にも向けられた。正統論を唱える者は、『宋史』のみが作られるべきであって、遼や金については外国志のレヴェルで十分という意見であり、三史それぞれ別に作ることに反対を唱えた。だが、前述のように元の宮廷内には遼や金の遺臣もおり、そのような批判が受け入れられることはなかった。また、元に降伏した恭帝を最後の皇帝として、南方に逃れた人々によって擁立された端宗・衛王（帝昺）を正式な皇帝と認めず本紀を立てなかったことも、朱子学者たちの激しい反発を呼んだ。
実際に元の支配が終わり、漢民族王朝である明代に入ると、柯維騏は『宋史新編』を著して、遼・金を「外国伝」に編入し、恭帝に従って元に降った高官達を「叛臣伝」に加えている。
また、『史記』以来儒学者のために立てられていた「儒林伝」とは別に朱子学者のために「道学伝」が立てられたり、北宋末期の新法・旧法の争いでは、王安石を除いた新法党政権の要人の多くが「姦臣伝」に入れられ、また金と講和した南宋の宰相秦檜も「姦臣伝」に加えられているのも、朱子学的イデオロギー者が強く反映された結果と言え、清代以後に彼らの業績を客観的に見る動きが登場すると、『宋史』の記述が旧法党や対金強硬派に偏っているとみなされるようになった。

## 後世の補遺・改訂
『宋史』の不備を補うために、後代いくつも補遺・改訂の試みがなされた。さきに挙げた『宋史新編』の他にも、宋人の伝記に焦点を当てた陸心源の『宋史翼』や陳邦瞻の『宋史紀事本末』などがある。

## 『宋史』における日本
『宋史』では日本は巻四百九十一、列伝第二百五十、外国七において「流求」国の少し後で触れられている。奝然が太宗に献上した『王年代紀』から引用して、天御中主から彦瀲尊まで23世と神武天皇から守平天皇（円融天皇）まで64世の系譜が述べられる。周の釐王の甲寅の年に神武天皇が即位したと記すが、『日本書紀』では即位は辛酉の年であり、甲寅は東征開始の年である。どちらも周の恵王の時代に当たる。聖徳太子が年3歳にして10人の言葉を聞き分けられたという逸話も紹介している。当時は歴代に加えられていなかった弘文天皇と淳仁天皇のうち、弘文天皇は記されていないが、淳仁天皇は「天炊天皇」と記し、神功皇后を「神功天皇」と記して歴代に加えているため、円融天皇を第64代とする現在の数え方と一致する。また日本が中国で滅失したものも含め多くの漢籍を蔵していることはこの頃から知られていたようで、「其國多有中國典籍」という記載も見える。記述は南宋の寧宗の嘉泰2年（1202年）の記事までで終わっている。

## 内容

### 本紀
1. 本紀第一 – 太祖一
2. 本紀第二 – 太祖二
3. 本紀第三 – 太祖三
4. 本紀第四 – 太宗一
5. 本紀第五 – 太宗二
6. 本紀第六 – 真宗一
7. 本紀第七 – 真宗二
8. 本紀第八 – 真宗三
9. 本紀第九 – 仁宗一
10. 本紀第十 – 仁宗二
11. 本紀第十一 – 仁宗三
12. 本紀第十二 – 仁宗四
13. 本紀第十三 – 英宗
14. 本紀第十四 – 神宗一
15. 本紀第十五 – 神宗二
16. 本紀第十六 – 神宗三
17. 本紀第十七 – 哲宗一
18. 本紀第十八 – 哲宗二
19. 本紀第十九 – 徽宗一
20. 本紀第二十 – 徽宗二
21. 本紀第二十一 – 徽宗三
22. 本紀第二十二 – 徽宗四
23. 本紀第二十三 – 欽宗
24. 本紀第二十四 – 高宗一
25. 本紀第二十五 – 高宗二
26. 本紀第二十六 – 高宗三
27. 本紀第二十七 – 高宗四
28. 本紀第二十八 – 高宗五
29. 本紀第二十九 – 高宗六
30. 本紀第三十 – 高宗七
31. 本紀第三十一 – 高宗八
32. 本紀第三十二 – 高宗九
33. 本紀第三十三 – 孝宗一
34. 本紀第三十四 – 孝宗二
35. 本紀第三十五 – 孝宗三
36. 本紀第三十六 – 光宗
37. 本紀第三十七 – 寧宗一
38. 本紀第三十八 – 寧宗二
39. 本紀第三十九 – 寧宗三
40. 本紀第四十 – 寧宗四
41. 本紀第四十一 – 理宗一
42. 本紀第四十二 – 理宗二
43. 本紀第四十三 – 理宗三
44. 本紀第四十四 – 理宗四
45. 本紀第四十五 – 理宗五
46. 本紀第四十六 – 度宗
47. 本紀第四十七 – 瀛国公・建国公・永国公

### 志
1. 志第一 – 天文一
2. 志第二 – 天文二
3. 志第三 – 天文三
4. 志第四 – 天文四
5. 志第五 – 天文五
6. 志第六 – 天文六
7. 志第七 – 天文七
8. 志第八 – 天文八
9. 志第九 – 天文九
10. 志第十 – 天文十
11. 志第十一 – 天文十一
12. 志第十二 – 天文十二
13. 志第十三 – 天文十三
14. 志第十四 – 五行一上
15. 志第十五 – 五行一下
16. 志第十六 – 五行二上
17. 志第十七 – 五行二下
18. 志第十八 – 五行三
19. 志第十九 – 五行四
20. 志第二十 – 五行五
21. 志第二十一 – 律暦一
22. 志第二十二 – 律暦二
23. 志第二十三 – 律暦三
24. 志第二十四 – 律暦四
25. 志第二十五 – 律暦五
26. 志第二十六 – 律暦六
27. 志第二十七 – 律暦七
28. 志第二十八 – 律暦八
29. 志第二十九 – 律暦九
30. 志第三十 – 律暦十
31. 志第三十一 – 律暦十一
32. 志第三十二 – 律暦十二
33. 志第三十三 – 律暦十三
34. 志第三十四 – 律暦十四
35. 志第三十五 – 律暦十五
36. 志第三十六 – 律暦十六
37. 志第三十七 – 律暦十七
38. 志第三十八 – 地理一
39. 志第三十九 – 地理二
40. 志第四十 – 地理三
41. 志第四十一 – 地理四
42. 志第四十二 – 地理五
43. 志第四十三 – 地理六
44. 志第四十四 – 河渠一
45. 志第四十五 – 河渠二
46. 志第四十六 – 河渠三
47. 志第四十七 – 河渠四
48. 志第四十八 – 河渠五
49. 志第四十九 – 河渠六
50. 志第五十 – 河渠七
51. 志第五十一 - 礼一
52. 志第五十二 - 礼二
53. 志第五十三 - 礼三
54. 志第五十四 - 礼四
55. 志第五十五 - 礼五
56. 志第五十六 - 礼六
57. 志第五十七 - 礼七
58. 志第五十八 - 礼八
59. 志第五十九 - 礼九
60. 志第六十 - 礼十
61. 志第六十一 - 礼十一
62. 志第六十二 - 礼十二
63. 志第六十三 - 礼十三
64. 志第六十四 - 礼十四
65. 志第六十五 - 礼十五
66. 志第六十六 - 礼十六
67. 志第六十七 – 礼十七
68. 志第六十八 - 礼十八
69. 志第六十九 - 礼十九
70. 志第七十 - 礼二十
71. 志第七十一 - 礼二十一
72. 志第七十二 - 礼二十二
73. 志第七十三 - 礼二十三
74. 志第七十四 - 礼二十四
75. 志第七十五 - 礼二十五
76. 志第七十六 - 礼二十六
77. 志第七十七 - 礼二十七
78. 志第七十八 - 礼二十八
79. 志第七十九 - 楽一
80. 志第八十 - 楽二
81. 志第八十一 - 楽三
82. 志第八十二 - 楽四
83. 志第八十三 - 楽五
84. 志第八十四 - 楽六
85. 志第八十五 - 楽七
86. 志第八十六 - 楽八
87. 志第八十七 - 楽九
88. 志第八十八 - 楽十
89. 志第八十九 - 楽十一
90. 志第九十 - 楽十二
91. 志第九十一 - 楽十三
92. 志第九十二 - 楽十四
93. 志第九十三 - 楽十五
94. 志第九十四 - 楽十六
95. 志第九十五 - 楽十七
96. 志第九十六 - 儀衛一
97. 志第九十七 - 儀衛二
98. 志第九十八 - 儀衛三
99. 志第九十九 - 儀衛四
100. 志第一百 - 儀衛五
101. 志第一百一 - 儀衛六
102. 志第一百二 - 輿服一
103. 志第一百三 - 輿服二
104. 志第一百四 - 輿服三
105. 志第一百五 - 輿服四
106. 志第一百六 - 輿服五
107. 志第一百七 - 輿服六
108. 志第一百八 - 選挙一
109. 志第一百九 - 選挙二
110. 志第一百十 - 選挙三
111. 志第一百十一 - 選挙四
112. 志第一百十二 - 選挙五
113. 志第一百十三 - 選挙六
114. 志第一百十四 - 職官一
115. 志第一百十五 - 職官二
116. 志第一百十六 - 職官三
117. 志第一百十七 - 職官四
118. 志第一百十八 - 職官五
119. 志第一百十九 - 職官六
120. 志第一百二十 - 職官七
121. 志第一百二十一 - 職官八
122. 志第一百二十二 - 職官九
123. 志第一百二十三 - 職官十
124. 志第一百二十四 - 職官十一
125. 志第一百二十五 - 職官十二
126. 志第一百二十六 - 食貨上一
127. 志第一百二十七 - 食貨上二
128. 志第一百二十八 - 食貨上三
129. 志第一百二十九 - 食貨上四
130. 志第一百三十 - 食貨上五
131. 志第一百三十一 - 食貨上六
132. 志第一百三十二 - 食貨下一
133. 志第一百三十三 - 食貨下二
134. 志第一百三十四 - 食貨下三
135. 志第一百三十五 - 食貨下四
136. 志第一百三十六 - 食貨下五
137. 志第一百三十七 - 食貨下六
138. 志第一百三十八 - 食貨下七
139. 志第一百三十九 - 食貨下八
140. 志第一百四十 - 兵一
141. 志第一百四十一 - 兵二
142. 志第一百四十二 - 兵三
143. 志第一百四十三 - 兵四
144. 志第一百四十四 - 兵五
145. 志第一百四十五 - 兵六
146. 志第一百四十六 - 兵七
147. 志第一百四十七 - 兵八
148. 志第一百四十八 - 兵九
149. 志第一百四十九 - 兵十
150. 志第一百五十 - 兵十一
151. 志第一百五十一 - 兵十二
152. 志第一百五十二 - 刑法一
153. 志第一百五十三 - 刑法二
154. 志第一百五十四 - 刑法三
155. 志第一百五十五 - 芸文一
156. 志第一百五十六 - 芸文二
157. 志第一百五十七 - 芸文三
158. 志第一百五十八 - 芸文四
159. 志第一百五十九 - 芸文五
160. 志第一百六十 - 芸文六
161. 志第一百六十一 - 芸文七
162. 志第一百六十二 - 芸文八

### 表
1. 表第一 - 宰輔一
2. 表第二 - 宰輔二
3. 表第三 - 宰輔三
4. 表第四 - 宰輔四
5. 表第五 - 宰輔五
6. 表第六 - 宗室世系一
7. 表第七 - 宗室世系二
8. 表第八 - 宗室世系三
9. 表第九 - 宗室世系四
10. 表第十 - 宗室世系五
11. 表第十一 - 宗室世系六
12. 表第十二 - 宗室世系七
13. 表第十三 - 宗室世系八
14. 表第十四 - 宗室世系九
15. 表第十五 - 宗室世系十
16. 表第十六 - 宗室世系十一
17. 表第十七 - 宗室世系十二
18. 表第十八 - 宗室世系十三
19. 表第十九 - 宗室世系十四
20. 表第二十 - 宗室世系十五
21. 表第二十一 - 宗室世系十六
22. 表第二十二 - 宗室世系十七
23. 表第二十三 - 宗室世系十八
24. 表第二十四 - 宗室世系十九
25. 表第二十五 - 宗室世系二十
26. 表第二十六 - 宗室世系二十一
27. 表第二十七 - 宗室世系二十二
28. 表第二十八 - 宗室世系二十三
29. 表第二十九 - 宗室世系二十四
30. 表第三十 - 宗室世系二十五
31. 表第三十一 - 宗室世系二十六
32. 表第三十二 - 宗室世系二十七

### 列伝
1. 列伝第一 后妃上 - 太祖母昭憲杜太后・太祖孝恵賀皇后・孝明王皇后・孝章宋皇后・太宗淑徳尹皇后・懿徳符皇后・明徳李皇后・元徳李皇后・真宗章懐潘皇后・章穆郭皇后・章献明粛劉皇后・李宸妃・楊淑妃・沈貴妃・仁宗郭皇后・慈聖光献曹皇后・張貴妃・苗貴妃・周貴妃・楊徳妃・馮賢妃・英宗宣仁聖烈高皇后
2. 列伝第二 后妃下 - 神宗欽聖憲粛向皇后・欽成朱皇后・欽慈陳皇后・林賢妃・武賢妃・哲宗昭慈聖献孟皇后・昭懐劉皇后・徽宗顕恭王皇后・鄭皇后・王貴妃・韋賢妃・喬貴妃・劉貴妃・欽宗朱皇后・高宗憲節邢皇后・憲聖慈烈呉皇后・潘賢妃・張賢妃・劉貴妃・劉婉儀・張貴妃・孝宗成穆郭皇后・成恭夏皇后・成粛謝皇后・蔡貴妃・李賢妃・光宗慈懿李皇后・黄貴妃・寧宗恭淑韓皇后・恭聖仁烈楊皇后・理宗謝皇后・度宗全皇后・楊淑妃
3. 列伝第三 宗室一 - 魏王趙廷美・燕王趙徳昭・秦王趙徳芳
4. 列伝第四 宗室二 - 漢王趙元佐・昭成太子趙元僖・商王趙元份・越王趙元傑・鎮王趙元偓・楚王趙元偁・周王趙元儼・崇王趙元億・悼献太子趙祐・濮王趙允譲
5. 列伝第五 宗室三 - 呉王顥・益王頵・呉王佖・燕王俁・楚王似・献愍太子茂・鄆王楷・粛王枢・景王杞・済王栩・徐王棣・沂王㮙・和王栻・信王榛・太子諶・元懿太子旉・信王璩・荘文太子愭・魏王愷・景献太子詢・鎮王竑
6. 列伝第六 宗室四 - 子淔・子崧・子櫟・子砥・子晝・子潚・師𢍰・希言・希懌・士珸・士㒟・士𡸕・士皘・不群・不棄・不尤・不𢙯・善俊・善誉・汝述・叔近・叔向・彦倓・彦橚・彦逾
7. 列伝第七 公主 - 秦国大長公主・太祖六女・太宗七女・真宗二女・仁宗十三女・英宗四女・神宗十女・哲宗四女・徽宗三十四女・孝宗二女・光宗三女・魏恵献王一女・寧宗一女・理宗一女
8. 列伝第八 – 范質・王溥・魏仁浦
9. 列伝第九 – 石守信・王審琦・高懐徳・韓重贇・張令鐸・羅彦環・王彦昇
10. 列伝第十 – 韓令坤・慕容延釗・符彦卿
11. 列伝第十一 – 王景・王晏・郭従義・李洪信・武行徳・楊承信・侯章
12. 列伝第十二 – 折徳扆・馮継業・王承美・李継周・孫行友
13. 列伝第十三 – 侯益・張従恩・扈彦珂・薛懐譲・趙賛・李継勲・薬元福・趙晁
14. 列伝第十四 – 郭崇・楊廷璋・宋偓・向拱・王彦超・張永徳・王全斌・康延沢
15. 列伝第十五 – 趙普
16. 列伝第十六 – 呉廷祚・李崇矩・王仁贍・楚昭輔・李処耘
17. 列伝第十七 – 曹彬・潘美
18. 列伝第十八 – 張美・郭守文・尹崇珂・劉廷譲・袁継忠・崔彦進・張廷翰・皇甫継明・張瓊
19. 列伝第十九 – 曹翰・楊信・党進・李漢瓊・劉遇・李懐忠・米信・田重進・劉廷翰・崔翰
20. 列伝第二十 – 李瓊・郭瓊・陳承昭・李万超・白重賛・王仁鎬・陳思譲・焦継勲・劉重進・袁彦・祁廷訓・張鐸・李万全
21. 列伝第二十一 – 李穀・昝居潤・竇貞固・李濤・王易簡・趙上交・張錫・張鑄・辺帰讜・劉温叟・劉濤・辺光範・劉載・程羽
22. 列伝第二十二 – 張昭・竇儀・呂余慶・劉熙古・石熙載・李穆
23. 列伝第二十三 – 薛居正・沈倫・盧多遜・宋琪
24. 列伝第二十四 – 李昉・呂蒙正・張斉賢・賈黄中
25. 列伝第二十五 – 銭若水・蘇易簡・郭贄・李至・辛仲甫・王沔・温仲舒・王化基
26. 列伝第二十六 – 張宏・趙昌言・陳恕・劉昌言・張洎・李惟清
27. 列伝第二十七 – 柴禹錫・張遜・楊守一・趙鎔・周瑩・王継英・王顕
28. 列伝第二十八 – 陶穀・扈蒙・王著・王祐・楊昭倹・魚崇諒・張澹・高錫
29. 列伝第二十九 – 顔衎・劇可久・趙逢・蘇暁・高防・馮瓚・辺珝・王明・許仲宣・楊克譲・段思恭・侯陟・李符・魏丕・董枢
30. 列伝第三十 – 馬令琮・杜漢徽・張廷翰・呉虔裕・蔡審廷・周広・張勲・石曦・張蔵英・陸万友・解暉・李韜・王晋卿・郭廷謂・趙延進・輔超
31. 列伝第三十一 – 楊業・荊罕儒・曹光実・張暉・司超
32. 列伝第三十二 – 李進卿・楊美・何継筠・李漢超・郭進・李謙溥・姚内斌・董遵誨・賀惟忠・馬仁瑀
33. 列伝第三十三 – 王賛・張保続・趙玭・盧懐忠・王継勲・丁徳裕・張延通・梁迥・史珪・田欽祚・侯贇・王文宝・翟守素・王侁・劉審瓊
34. 列伝第三十四 – 劉福・安守忠・孔守正・譚延美・元達・常思徳・尹継倫・薛超・郭密・丁罕・趙瑫・田仁朗・劉謙
35. 列伝第三十五 – 劉保勲・滕中正・劉蟠・孔承恭・宋璫・袁廓・樊知古・臧丙・徐休復・張観・陳従信・張平・王継昇・尹憲・王賓・安忠
36. 列伝第三十六 – 張鑑・姚坦・索湘・宋太初・盧之翰・鄭文宝・王子輿・劉綜・卞袞・許驤・裴荘・牛冕・欒崇吉・袁逢吉・韓国華・何蒙・慎知礼
37. 列伝第三十七 – 馬全義・雷徳驤・王超
38. 列伝第三十八 – 王継忠・傅潜・戴興・王漢忠・王能・張凝・魏能・陳興・許均・張進・李重貴・呼延賛・劉用・耿全斌・周仁美
39. 列伝第三十九 – 田紹斌・王栄・楊瓊・銭守俊・徐興・王杲・李重誨・白守素・張思鈞・李琪・王延範
40. 列伝第四十 – 呂端・畢士安・寇準
41. 列伝第四十一 – 李沆・王旦・向敏中
42. 列伝第四十二 – 王欽若・丁謂・夏竦
43. 列伝第四十三 – 陳堯佐・宋庠
44. 列伝第四十四 – 陳執中・劉沆・馮拯・賈昌朝・梁適
45. 列伝第四十五 – 魯宗道・薛奎・王曙・蔡斉
46. 列伝第四十六 – 楊礪・宋湜・王嗣宗・李昌齢・趙安仁・陳彭年
47. 列伝第四十七 – 任中正・周起・程琳・姜遵・范雍・趙稹・任布・高若訥・孫沔
48. 列伝第四十八 – 高瓊・范廷召・葛覇
49. 列伝第四十九 – 曹利用・張耆・楊崇勲・夏守恩・狄青・郭逵
50. 列伝第五十 – 呉育・宋綬・李若谷・王博文・王鬷
51. 列伝第五十一 – 李諮・程戡・夏侯嶠・盛度・丁度・張観・鄭戩・明鎬・王堯臣・孫抃・田況
52. 列伝第五十二 – 田錫・王禹偁・張詠
53. 列伝第五十三 – 掌禹錫・蘇紳・王洙・胥偃・柳植・聶冠卿・馮元・趙師民・張錫・張揆・楊安国
54. 列伝第五十四 – 尹洙・孫甫・謝絳・葉清臣・楊察
55. 列伝第五十五 – 韓丕・師頏・張茂直・梁顥・楊徽之・呂文仲・王著・呂祐之・潘慎修・杜鎬・査道
56. 列伝第五十六 – 孔道輔・鞠詠・劉随・曹修古・郭勧・段少連
57. 列伝第五十七 – 彭乗・嵆穎・梅摯・司馬池・李及・燕粛・蔣堂・劉夔・馬亮・陳希亮
58. 列伝第五十八 – 狄棐・郎簡・孫祖徳・張若谷・石揚休・祖士衡・李垂・張洞・李仕衡・李溥・胡則・薛顔・許元・鍾離瑾・孫沖・崔嶧・田瑜・施昌言
59. 列伝第五十九 – 楊偕・王沿・杜杞・楊畋・周湛・徐的・姚仲孫・陳太素・李虚己・張傅・兪献卿・陳従易・楊大雅
60. 列伝第六十 – 辺粛・梅詢・馬元方・薛田・寇瑊・楊日厳・李行簡・章頻・陳琰・李宥・張秉・張択行・鄭向・郭稹・趙賀・高覿・袁抗・徐起・張旨・斉廓・鄭驤
61. 列伝第六十一 – 王臻・魚周詢・賈黯・李京・呂景初・呉及・范師道・李絢・何中立・沈邈
62. 列伝第六十二 – 張昷之・魏瓘・滕宗諒・李防・趙湘・唐粛・張述・黄震・胡順之・陳貫・范祥・田京
63. 列伝第六十三 – 周渭・梁鼎・范正辞・劉師道・王済・方偕・曹穎叔・劉元瑜・楊告・趙及・劉湜・王彬・仲簡
64. 列伝第六十四 – 楊億・晁迥・劉筠・薛映
65. 列伝第六十五 – 謝泌・孫何・朱台符・戚綸・張去華・楽黄目・柴成務
66. 列伝第六十六 – 喬維岳・張雍・董儼・魏廷式・盧琰・宋摶・凌策・楊覃・陳世卿・李若拙・陳知微
67. 列伝第六十七 – 上官正・盧斌・周審玉・裴済・李継宣・張旦・張煦・張佶
68. 列伝第六十八 – 王延徳・常延信・程徳玄・王延徳・魏震・張質・楊允恭・秦羲・謝徳権・閻日新・靳懐徳
69. 列伝第六十九 – 李迪・王曾・張知白・杜衍
70. 列伝第七十 – 晏殊・龐籍・王随・章得象・呂夷簡・張士遜
71. 列伝第七十一 – 韓琦・曾公亮・陳升之・呉充・王珪
72. 列伝第七十二 – 富弼・文彦博
73. 列伝第七十三 – 范仲淹・范純仁
74. 列伝第七十四 – 韓億・韓絳・韓維・韓縝
75. 列伝第七十五 – 包拯・呉奎・趙抃・唐介
76. 列伝第七十六 – 邵亢・馮京・銭惟演
77. 列伝第七十七 – 張方平・王拱辰・張昪・趙槩・胡宿
78. 列伝第七十八 – 欧陽脩・劉敞・曾鞏
79. 列伝第七十九 – 蔡襄・呂溱・王素・余靖・彭思永・張存
80. 列伝第八十 – 鄭獬・陳襄・銭公輔・孫洙・豊稷・呂誨・劉述・劉琦・銭顗・鄭侠
81. 列伝第八十一 – 何郯・呉中復・陳薦・王猟・孫思恭・周孟陽・斉恢・楊絵・劉庠・朱京
82. 列伝第八十二 – 蔚昭敏・高化・周美・閻守恭・孟元・劉謙・趙振・張忠・范恪・馬懐徳・安俊・向宝
83. 列伝第八十三 – 石普・張孜・許懐徳・李允則・張亢・劉文質・趙滋
84. 列伝第八十四 – 劉平・任福
85. 列伝第八十五 – 景泰・王信・蔣偕・張忠・郭恩・張岊・張君平・史方・盧鑑・李渭・王果・郭諮・田敏・侍其曙・康徳輿・張昭遠
86. 列伝第八十六 – 王安石・王安礼・王安国
87. 列伝第八十七 – 李清臣・安燾・張璪・蒲宗孟・黄履・蔡挺・王韶・薛向・章楶
88. 列伝第八十八 - 常秩・鄧綰・李定・舒亶・蹇周輔・徐鐸・王広淵・王陶・王子韶・何正臣・陳繹
89. 列伝第八十九 – 任顓・李参・郭申錫・傅求・張景憲・竇卞・張瓌・孫瑜・許遵・盧士宗・銭象先・韓璹・杜純・杜常・謝麟・王宗望・王吉甫
90. 列伝第九十 – 孫長卿・周沆・李中師・羅拯・馬仲甫・王居卿・孫構・張詵・蘇寀・馬従先・沈遘・李大臨・呂夏卿・祖無択・程師孟・張問・苗時中・韓贄・楚建中・張頡・盧革
91. 列伝第九十一 – 滕元発・李師中・陸詵・趙禼・孫路・游師雄・穆衍
92. 列伝第九十二 – 楊佐・李兌・沈立・張掞・張燾・兪充・劉瑾・閻詢・葛宮・張田・栄諲・李載・姚渙・朱景・李琮・朱寿隆・盧士宏・単煦・楊仲元・余良肱・潘夙
93. 列伝第九十三 – 徐禧・高永能・沈起・劉彝・熊本・蕭注・陶弼・林広
94. 列伝第九十四 – 种世衡
95. 列伝第九十五 – 司馬光・呂公著
96. 列伝第九十六 - 范鎮
97. 列伝第九十七 – 蘇軾
98. 列伝第九十八 – 蘇轍
99. 列伝第九十九 – 呂大防・劉摯・蘇頌
100. 列伝第一百 – 王存・孫固・趙瞻・傅堯兪
101. 列伝第一百一 – 梁燾・王巌叟・鄭雍・孫永
102. 列伝第一百二 – 元絳・許将・鄧潤甫・林希・蔣之奇・陸佃・呉居厚・温益
103. 列伝第一百三 – 孫覚・李常・孔文仲・李周・鮮于侁・顧臨・李之純・王覿・馬黙
104. 列伝第一百四 – 劉安世・鄒浩・陳瓘・任伯雨
105. 列伝第一百五 – 陳次升・陳師錫・彭汝礪・呂陶・張庭堅・龔夬・孫諤・陳軒・江公望・陳祐・常安民
106. 列伝第一百六 – 孫鼛・呉時・李昭藜・呉師礼・王漢之・黄廉・朱服・張舜民・盛陶・章衡・顔復・孫升・韓川・龔鼎臣・鄭穆・席旦・喬執中
107. 列伝第一百七 – 傅楫・沈畸・徐勣・張汝明・黄葆光・石公弼・毛注・洪彦昇・鍾伝・陶節夫・毛漸・王祖道・張荘・趙遹
108. 列伝第一百八 – 郝質・賈逵・竇舜卿・劉昌祚・盧政・燕達・姚兕・楊遂・劉舜卿・宋守約
109. 列伝第一百九 – 苗授・王君万・張守約・王文郁・周永清・劉紹能・王光祖・李浩・和斌・劉仲武・曲珍・劉闃・郭成・賈嵒・張整・張蘊・王恩・楊応詢・趙隆
110. 列伝第一百十 – 趙挺之・張商英・劉正夫・何執中・鄭居中・張康国・朱諤・劉逵・林攄・管師仁・侯蒙
111. 列伝第一百十一 – 唐恪・李邦彦・余深・薛昂・呉敏・王安中・王襄・趙野・曹輔・耿南仲
112. 列伝第一百十二 – 何㮚・孫傅・陳過庭・張叔夜・聶昌・張閣・張近・鄭僅・宇文昌齢・許幾・程之邵・龔原・崔公度・蒲卣
113. 列伝第一百十三 – 沈銖・路昌衡・謝文瓘・陸蘊・黄寔・姚祐・楼异・沈積中・李伯宗・汪澥・何常・葉祖洽・時彦・霍端友・兪㮚・蔡薿
114. 列伝第一百十四 – 賈易・董敦逸・上官均・来之邵・葉濤・楊畏・崔台符・楊汲・呂嘉問・李南公・董必・虞策・郭知章
115. 列伝第一百十五 – 劉拯・銭遹・許敦仁・呉執中・呉材・劉昺・宋喬年・強淵明・蔡居厚・劉嗣明・蔣静・賈偉節・崔鶠・張根・任諒・周常
116. 列伝第一百十六 – 何灌・李熙靖・王雲・譚世勣・梅執礼・程振・劉延慶
117. 列伝第一百十七 – 李綱上
118. 列伝第一百十八 - 李綱下
119. 列伝第一百十九 – 宗沢・趙鼎
120. 列伝第一百二十 – 張浚
121. 列伝第一百二十一 – 朱勝非・呂頤浩・范宗尹・范致虚・呂好問
122. 列伝第一百二十二 – 李光・許翰・許景衡・張愨・張所・陳禾・蔣猷
123. 列伝第一百二十三 – 韓世忠
124. 列伝第一百二十四 – 岳飛
125. 列伝第一百二十五 – 劉錡・呉玠・呉璘
126. 列伝第一百二十六 – 李顕忠・楊存中・郭浩・楊政
127. 列伝第一百二十七 – 王徳・王彦・魏勝・張憲・楊再興・牛皋・胡閎休
128. 列伝第一百二十八 – 張俊・張宗顔・劉光世・王淵・解元・曲端
129. 列伝第一百二十九 – 王友直・李宝・成閔・趙密・劉子羽・呂祉・胡世将・鄭剛中
130. 列伝第一百三十 – 白時中・徐処仁・馮澥・王倫・宇文虚中・湯思退
131. 列伝第一百三十一 – 朱倬・王綸・尹穡・王之望・徐俯・沈与求・翟汝文・王庶・辛炳
132. 列伝第一百三十二 – 朱弁・鄭望之・張邵・洪皓
133. 列伝第一百三十三 – 張九成・胡銓・廖剛・李迨・趙開
134. 列伝第一百三十四 – 鄧粛・李邴・滕康・張守・富直柔・馮康国
135. 列伝第一百三十五 – 常同・張致遠・薛徽言・陳淵・魏矼・潘良貴・呂本中
136. 列伝第一百三十六 – 向子諲・陳規・季陵・盧知原・陳桷・李璆・李朴・王庠・王衣
137. 列伝第一百三十七 – 衛膚敏・劉玨・胡舜陟・沈晦・劉一止・胡交修・綦崇礼
138. 列伝第一百三十八 – 章誼・韓肖冑・陳公輔・張觷・胡松年・曹勛・李稙・韓公裔
139. 列伝第一百三十九 - 何鑄・王次翁・范同・楊愿・楼炤・勾龍如淵・薛弼・羅汝楫・蕭振
140. 列伝第一百四十 – 范如圭・呉表臣・王居正・晏敦復・黄亀年・程瑀・張闡・洪擬・趙逵
141. 列伝第一百四十一 - 張燾・黄中・孫道夫・曾幾・勾濤・李弥遜
142. 列伝第一百四十二 – 陳俊卿・虞允文・辛次膺
143. 列伝第一百四十三 – 陳康伯・梁克家・汪澈・葉義問・蔣芾・葉顒・葉衡
144. 列伝第一百四十四 – 葛邲・銭端礼・魏杞・周葵・施師点・蕭燧・龔茂良
145. 列伝第一百四十五 – 劉珙・王藺・黄祖舜・王大宝・金安節・王剛中・李彦穎・范成大
146. 列伝第一百四十六 – 黄洽・汪応辰・王十朋・呉芾・陳良翰・杜莘老
147. 列伝第一百四十七 – 周執羔・王希呂・陳良祐・李浩・陳槖・胡沂・唐文若・李燾
148. 列伝第一百四十八 – 尤袤・謝諤・顔師魯・袁枢・李椿・劉儀鳳・張孝祥
149. 列伝第一百四十九 – 李衡・王自中・家愿・張綱・張大経・蔡洸・莫濛・周淙・劉章・沈作賓
150. 列伝第一百五十 – 周必大・留正・胡晋臣
151. 列伝第一百五十一 – 趙汝愚
152. 列伝第一百五十二 – 彭亀年・黄裳・羅点・黄度・林大中・陳騤・黄黼・詹体仁
153. 列伝第一百五十三 – 胡紘・何澹・林栗・高文虎・陳自強・鄭丙・京鏜・謝深甫・許及之・梁汝嘉
154. 列伝第一百五十四 – 楼鑰・李大性・任希夷・徐応龍・荘夏・王阮・王質・陸游・方信孺・王柟
155. 列伝第一百五十五 – 史浩・王淮・趙雄・権邦彦・程松・陳謙・張巌
156. 列伝第一百五十六 – 徐誼・呉猟・項安世・薛叔似・劉甲・楊輔・劉光祖
157. 列伝第一百五十七 – 余端礼・李壁・丘崈・倪思・宇文紹節・李蘩
158. 列伝第一百五十八 – 鄭瑴・仇悆・高登・婁寅亮・宋汝為
159. 列伝第一百五十九 – 王信・汪大猷・袁燮・呉柔勝・游仲鴻・李祥・王介・宋徳之・楊大全
160. 列伝第一百六十 – 辛棄疾・何異・劉宰・劉爚・柴中行・李孟伝
161. 列伝第一百六十一 – 陳敏・張詔・畢再遇・安丙・楊巨源・李好義
162. 列伝第一百六十二 – 趙方・賈渉・扈再興・孟宗政・張威
163. 列伝第一百六十三 – 汪若海・張運・柳約・李舜臣・孫逢吉・章穎・商飛卿・劉穎・徐邦憲
164. 列伝第一百六十四 – 李宗勉・袁甫・劉黻・王居安
165. 列伝第一百六十五 – 崔与之・洪咨夔・許奕・陳居仁・劉漢弼
166. 列伝第一百六十六 – 杜範・楊簡・張虙・呂午
167. 列伝第一百六十七 – 呉昌裔・汪綱・陳宓・王霆
168. 列伝第一百六十八 – 高定子・高斯得・張忠恕・唐璘
169. 列伝第一百六十九 – 婁機・沈煥・曹彦約・范応鈴・徐経孫
170. 列伝第一百七十 – 湯璹・蔣重珍・牟子才・朱貔孫・欧陽守道
171. 列伝第一百七十一 – 孟珙・杜杲・王登・楊掞・張惟孝・陳咸
172. 列伝第一百七十二 – 趙汝談・趙汝讜・趙希錧・趙彦吶・趙善湘・趙与懽・趙愿
173. 列伝第一百七十三 – 史弥遠・鄭清之・史嵩之・董槐・葉夢鼎・馬廷鸞
174. 列伝第一百七十四 – 傅伯成・葛洪・曾三復・黄疇若・袁韶・危稹・程公許・羅必元・王遂
175. 列伝第一百七十五 – 呉淵・余玠・汪立信・向士璧・胡穎・冷応澂・曹叔遠・王万・馬光祖
176. 列伝第一百七十六 – 喬行簡・范鍾・游似・趙葵・謝方叔
177. 列伝第一百七十七 – 呉潜・程元鳳・江万里・王爚・章鑑・陳宜中・文天祥
178. 列伝第一百七十八 – 宣繒・薛極・陳貴誼・曾従龍・鄭性之・李鳴復・鄒応龍・余天錫・許応龍・林略・徐栄叟・別之傑・劉伯正・金淵・李性伝・陳韡
179. 列伝第一百七十九 – 王伯大・鄭寀・応𢖟・徐清叟・李曾伯・王埜・蔡抗・張磻・馬天驥・朱熠・饒虎臣・戴慶炣・皮龍栄・沈炎
180. 列伝第一百八十 – 楊棟・姚希得・包恢・常挺・陳宗礼・常楙・家鉉翁・李庭芝
181. 列伝第一百八十一 – 林勲・劉才邵・許忻・応孟明・曾三聘・徐僑・度正・程珌・牛大年・陳仲微・梁成大・李知孝
182. 列伝第一百八十二 – 呉泳・徐範・李韶・王邁・史弥鞏・陳塤・趙与𥲅・李大同・黄㽦・楊大異
183. 列伝第一百八十三 – 陸持之・徐鹿卿・趙逢龍・趙汝騰・孫夢観・洪天錫・黄師雍・徐元杰・孫子秀・李伯玉
184. 列伝第一百八十四 – 劉応龍・潘牥・洪芹・趙景緯・馮去非・徐霖・徐宗仁・危昭徳・陳塏・楊文仲・謝枋得
185. 列伝第一百八十五 循吏 – 陳靖・張綸・邵曄・崔立・魯有開・張逸・呉遵路・趙尚寛・高賦・程師孟・韓晋卿・葉康直
186. 列伝第一百八十六 道学一 – 周敦頤・程顥・程頤・張載・邵雍
187. 列伝第一百八十七 道学二 – 劉絢・李籲・謝良佐・游酢・張繹・蘇昺・尹焞・楊時・羅従彦・李侗
188. 列伝第一百八十八 道学三 – 朱熹・張栻
189. 列伝第一百八十九 道学四 – 黄榦・李燔・張洽・陳淳・李方子・黄灝
190. 列伝第一百九十 儒林一 – 聶崇義・邢昺・孫奭・王昭素・孔維・孔宜・崔頌・尹拙・田敏・辛文悦・李覚・崔頤正・李之才
191. 列伝第一百九十一 儒林二 – 胡旦・賈同・劉顔・高弁・孫復・石介・胡瑗・劉羲叟・林概・李覯・何渉・王回・周堯卿・王当・陳暘
192. 列伝第一百九十二 儒林三 – 邵伯温・喩樗・洪興祖・高閌・程大昌・林之奇・林光朝・楊万里
193. 列伝第一百九十三 儒林四 – 劉子翬・呂祖謙・蔡元定・陸九齢・陸九淵・薛季宣・陳傅良・葉適・戴渓・蔡幼学・楊泰之
194. 列伝第一百九十四 儒林五 – 范沖・朱震・胡安国
195. 列伝第一百九十五 儒林六 – 陳亮・鄭樵・李道伝
196. 列伝第一百九十六 儒林七 – 程迥・劉清之・真徳秀・魏了翁・廖徳明
197. 列伝第一百九十七 儒林八 – 湯漢・何基・王柏・徐夢莘・李心伝・葉味道・王応麟・黄震
198. 列伝第一百九十八 文苑一 – 宋白・梁周翰・朱昂・趙隣幾・鄭起・和峴・馮吉
199. 列伝第一百九十九 文苑二 – 高頔・李度・韓溥・鞠常・宋準・柳開・夏侯嘉正・羅処約・安徳裕・銭熙
200. 列伝第二百 文苑三 – 陳充・呉淑・黄夷簡・徐鉉・句中正・曾致堯・刁衎・姚鉉・李建中・洪湛・路振・崔遵度・陳越
201. 列伝第二百一 文苑四 – 穆修・石延年・蕭貫・蘇舜欽・尹源・黄亢・黄鑑・楊蟠・顔太初・郭忠恕
202. 列伝第二百二 文苑五 – 梅堯臣・江休復・蘇洵・章望之・王逢・孫唐卿・唐庚・文同・楊傑・賀鑄・劉涇・鮑由・黄伯思
203. 列伝第二百三 文苑六 – 黄庭堅・晁補之・秦観・張耒・陳師道・李廌・劉恕・王無咎・蔡肇・李格非・呂南公・郭祥正・米芾・劉詵・倪濤・李公麟・周邦彦・朱長文・劉弇
204. 列伝第二百四 文苑七 – 陳与義・汪藻・葉夢得・程倶・張嵲・韓駒・朱敦儒・葛勝仲・熊克・張即之
205. 列伝第二百五 忠義一 – 康保裔・馬遂・董元亨・曹覲・蘇緘・秦伝序・詹良臣・李若水・劉韐・傅察・楊震・張克戩・張確・朱昭・史抗・孫益
206. 列伝第二百六 忠義二 – 霍安国・李涓・李邈・徐揆・陳遘・趙不試・趙令峸・唐重・徐徽言・向子韶・楊邦乂
207. 列伝第二百七 忠義三 – 曾怘・劉汲・鄭驤・呂由誠・郭永・韓浩・欧陽珣・張忠輔・李彦仙・趙立・王忠植・唐琦・李震・陳求道
208. 列伝第二百八 忠義四 – 崔縦・林沖之・滕茂実・魏行可・閻進・趙師檟・易青・胡斌・范旺・馬俊・楊震仲・高稼・曹友聞・陳寅・許彪孫・陳隆之・王翊・李誠之
209. 列伝第二百九 忠義五 – 陳元桂・張順・范天順・牛富・辺居誼・陳炤・尹玉・李芾・尹穀・趙卯発・唐震・趙与檡・趙淮
210. 列伝第二百十 忠義六 – 趙良淳・姜才・馬塈・密佑・張世傑・陸秀夫・徐応鑣・陳文龍・鄧得遇・張玨
211. 列伝第二百十一 忠義七 – 高敏・景思忠・王奇・荘興祖・郭滸・呉革・李翼・趙士隆・陳淬・黄友・郝仲連・劉惟輔・牛皓・魏彦明・劉士英・翟興・朱蹕・龔楫・凌唐佐・楊粋中・強霓・郭僎・司馬夢求・林空斉・黄介・孫益・王仙・呉楚材・李成大・陶居仁
212. 列伝第二百十二 忠義八 – 高永年・鞠嗣復・孫昭遠・曾孝序・趙伯振・王士言・薛慶・孫暉・宋昌祚・李政・姜綬・劉宣・屈堅・鄭覃・姚興・張玘・陳亨祖・王拱・劉泰・孫逢・劉化源・胡唐老・王儔・劉晏・鄭振・孟彦卿・高談・連万夫・王大寿・薛良顕・唐敏求・王師道
213. 列伝第二百十三 忠義九 – 趙時賞・趙希洎・劉子薦・呂文信・鍾季玉・耿世安・丁黼・米立・侯畐・王孝忠・高応松・黄申・陳羍・蕭雷龍・宋応龍・鄒洬・何時・劉士昭
214. 列伝第二百十四 忠義十 – 陳東・欧陽澈・馬伸・呂祖倹・呂祖泰・楊宏中・華岳・鄧若水・僧真宝・莫謙之・徐道明
215. 列伝第二百十五 孝義 – 李璘・徐承珪・劉孝忠・呂昇・羅居通・斉得一・李罕澄・邢神留・許祚・胡仲堯・陳兢・洪文撫・易延慶・董道明・郭琮・顧忻・朱泰・成象・陳思道・方綱・龐天祐・劉斌・樊景温・祁暐・何保之・李玭・侯義・王光済・江白・裘承詢・常真・杜誼・姚宗明・鄧中和・毛安輿・李訪・朱寿昌・侯可・申積中・郝戭・支漸・鄧宗古・沈宣・蘇慶文・仰忻・趙伯深・彭瑜・毛洵・楊慶・陳宗・郭義・申世寧・苟与齢・王珠・顔詡・張伯威・蔡定・鄭綺
216. 列伝第二百十六 隠逸上 – 戚同文・陳摶・种放・万適・李瀆・魏野・邢敦・林逋・高懌・徐復・孔旼・何群
217. 列伝第二百十七 隠逸中 – 王樵・張愈・黄晞・周啓明・代淵・陳烈・孫侔・劉易・姜潜・連庶・章詧・兪汝尚・陽孝本・鄧考甫・宇文之邵・呉瑛・松江漁翁・杜生・順昌山人・南安翁・張挙
218. 列伝第二百十八 隠逸下/卓行 – 徐中行・蘇雲卿・譙定・王忠民・劉勉之・胡憲・郭雍・劉愚・魏掞之・安世通/劉庭式・巣谷・徐積・曾叔卿・劉永一
219. 列伝第二百十九 列女 – 朱娥・張氏・彭列女・郝節娥・朱氏・崔氏・趙氏・丁氏・項氏・王氏二婦・徐氏・栄氏・何氏・董氏・譚氏・劉氏・張氏・師氏・陳堂前・節婦廖氏・劉当可母・曾氏婦・王袤妻・涂端友妻・詹氏女・劉生妻・謝泌妻・謝枋得妻・王貞婦・趙淮妾・譚氏婦・呉中孚妻・呂仲洙女・林老女・童氏女・韓氏女・王氏婦・劉仝子妻
220. 列伝第二百二十 方技上 – 趙修己・王処訥・苗訓・馬韶・楚芝蘭・韓顕符・史序・周克明・劉翰・王懐隠・趙自化・馮文智・沙門洪蘊・蘇澄隠・丁少微・趙自然
221. 列伝第二百二十一 方技下 – 賀蘭棲真・柴通玄・甄棲真・楚衍・僧志言・僧懐丙・許希・龐安時・銭乙・僧智縁・郭天信・魏漢津・王老志・王仔昔・林霊素・皇甫坦・王克明・莎衣道人・孫守栄
222. 列伝第二百二十二 外戚上 – 杜審琦・賀令図・王継勲・劉知信・劉文裕・劉美・郭崇仁・楊景宗・符惟忠・柴宗慶・張堯佐
223. 列伝第二百二十三 外戚中 – 王貽永・李昭亮・李用和・李遵勗・曹佾・高遵裕・向伝範・張敦礼・任沢
224. 列伝第二百二十四 外戚下 – 孟忠厚・韋淵・銭忱・邢煥・潘永思・呉益・李道・鄭興裔・楊次山
225. 列伝第二百二十五 宦者一 – 竇神宝・王仁睿・王継恩・李神福・劉承規・閻承翰・秦翰・周懐政・張崇貴・張継能・衛紹欽・石知顒・鄧守恩
226. 列伝第二百二十六 宦者二 – 楊守珍・韓守英・藍継宗・張惟吉・甘昭吉・盧守懃・王守規・李憲・張茂則・宋用臣・王中正・李舜挙・石得一・梁従吉・劉惟簡
227. 列伝第二百二十七 宦者三 – 李祥・陳衍・馮世寧・李継和・高居簡・程昉・蘇利渉・雷允恭・閻文応・任守忠・童貫・梁師成・楊戩
228. 列伝第二百二十八 宦者四 – 邵成章・藍珪・馮益・張去為・陳源・甘忭・王徳謙・関礼・董宋臣
229. 列伝第二百二十九 佞幸 – 弭徳超・侯莫陳利用・趙賛・王黼・朱勔・王継先・曾覿・張説・王抃・姜特立
230. 列伝第二百三十 姦臣一 – 蔡確・邢恕・呂恵卿・章惇・曾布・安惇
231. 列伝第二百三十一 姦臣二 – 蔡京・趙良嗣
232. 列伝第二百三十二 姦臣三 – 黄潜善・汪伯彦・秦檜
233. 列伝第二百三十三 姦臣四 – 万俟卨・韓侂冑・丁大全・賈似道
234. 列伝第二百三十四 叛臣上 – 張邦昌・劉豫・苗傅・杜充・呉曦
235. 列伝第二百三十五 叛臣中 – 李全上
236. 列伝第二百三十六 叛臣下 – 李全下
237. 列伝第二百三十七 世家一 – 南唐李氏
238. 列伝第二百三十八 世家二 – 西蜀孟氏
239. 列伝第二百三十九 世家三 – 呉越銭氏
240. 列伝第二百四十 世家四 – 南漢劉氏
241. 列伝第二百四十一 世家五 – 北漢劉氏
242. 列伝第二百四十二 世家六 – 湖南周氏・荊南高氏・漳泉留氏・陳氏
243. 列伝第二百四十三 周三臣 – 韓通・李筠・李重進
244. 列伝第二百四十四 外国一 – 夏国上
245. 列伝第二百四十五 外国二 – 夏国下
246. 列伝第二百四十六 外国三 – 高麗
247. 列伝第二百四十七 外国四 – 交阯・大理
248. 列伝第二百四十八 外国五 – 占城・真臘・蒲甘・邈黎・三仏斉（ザーバジュ）・闍婆・勃泥・注輦・丹眉流
249. 列伝第二百四十九 外国六 – 天竺・于闐・高昌・回鶻・大食・層檀・亀茲・沙州・拂菻
250. 列伝第二百五十 外国七 – 流求国・定安国・渤海国・日本国・党項
251. 列伝第二百五十一 外国八 – 吐蕃
252. 列伝第二百五十二 蛮夷一 – 西南渓峒諸蛮上
253. 列伝第二百五十三 蛮夷二 – 西南渓峒諸蛮下・梅山峒・誠徽州・南丹州
254. 列伝第二百五十四 蛮夷三 – 撫水州・広源州・黎洞・環州
255. 列伝第二百五十五 蛮夷四 – 西南諸夷・黎州諸蛮・叙州三路蛮・威茂渝州蛮・黔涪施高徼外諸蛮・瀘州蛮

## 日本語の訳注・索引
- 和田清編『宋史食貨志譯註』東洋文庫〈東洋文庫論叢 第44〉; ISBN 4809701700　等
- 原田種成訳注『宋史文苑伝　訓点本』汲古書院、1986年
- 佐伯富『宋史刑法志索引』1977年
- 佐伯富『宋史兵志索引』1978年
- 佐伯富『宋史河渠志索引』1979年
- 佐伯富『宋史選挙志索引』同朋舎、1982年
- 佐伯富『宋史職官志索引』京都大学東洋史研究会、1963年
- 石原道博編訳『新訂 旧唐書倭国日本伝・宋史日本伝・元史日本伝－ 中国正史日本伝2 －』岩波書店、1986年、ISBN 4003340213